# Alby Saunders
Alby Saunders (* 1924; † unbekannt) war ein australischer Radrennfahrer und nationaler Meister im Radsport.

## Sportliche Laufbahn
Saunders war im Straßenradsport aktiv. Er gewann die nationale Meisterschaft im Straßenrennen der Amateure 1953 vor Hector Sutherland. Beim Rennen Melbourne to Warrnambool Cycling Classic war er 1948 erfolgreich.
1952 gewann er eine Etappe der Tour of Victoria. 1953 holte er den Straßentitel bei den Berufsfahrern.